# Arrieta (Alava)
Pour les articles homonymes, voir Arrieta.
Arrieta est un village ou contrée faisant partie de la municipalité de Iruraiz-Gauna dans la province d'Alava dans la Communauté autonome basque.